# 長湖鎮 (哈比人歷險記)
在托爾金（J. R. R. Tolkien）的奇幻小說《哈比人歷險記》中，長湖鎮（Lake-town）是一個人類聚居的群落。該鎮以木柱架在長湖（Long Lake）之上。長湖位於孤山（Lonely Mountain）南方、幽暗密林（Mirkwood）以東。長湖鎮因中土大陸北部人類、精靈和矮人之間的貿易而繁榮。
長湖鎮和伊斯加（Esgaroth）原本可能是兩個不同的部落，其中一個此前遭巨龙史矛革（Smaug）破壞。在《哈比人歷險記》裡有記載當退潮時能看見「一個更大的城鎮殘骸」。
長湖鎮獨立於河谷鎮（Dale）的統治，並沒有國王。當地人通過選舉產生長湖鎮鎮長（Master of Lake-town）。

## 歷史
第三紀元2941年，索林·橡木盾領導的十三名矮人途經長湖鎮，前往孤山，由於他們驚動了史矛革，導致長湖鎮遭到史矛革襲擊。由於比爾博·巴金斯（Bilbo Baggins）透露了史矛革的弱點，神射手巴德（Bard）用黑箭將史矛革殺死。城鎮殘破，後來利用史矛革的寶藏重建城鎮。有部分居民跟隨巴德移居到河谷鎮。
從事貿易商業的長湖鎮居民懂得使用西方通用語，他們之間也有通曉古老語言的，與洛汗人的古老語言有關係，但也有其獨特之處。托爾金以古北歐語（Old Norse）作為長湖鎮人類的語言，古北歐語與古英語有一定程度上的關係。

## 長湖鎮鎮長
長湖鎮選舉產生的首領叫長湖鎮鎮長。比爾博一行人到達長湖鎮時的那個鎮長被描述為有才幹，但有少許貪念和懦弱。那鎮長的名字不詳，他後來得到「money bags」的稱號。他是鎮中少部分人不太歡迎比爾博和矮人的來臨，他懼怕森林精靈的報復。史矛革攻擊長湖鎮時，鎮長逃亡，而後又將這個責任歸咎於矮人身上。殺死史矛革的巴德成為人們心目中的英雄，但他並沒有佔據長湖鎮，堅持要與鎮長共同工作。
鎮長並沒有參與五軍之戰（Battle of Five Armies），他留在後方負責重建工作。巴德將大量金錢交給鎮長，但後來鎮長捲款潛逃。
長湖鎮重建完成後，巴德成為河谷鎮的國王。

## 改編
在彼得·傑克森執導《哈比人電影系列》中，長湖鎮的布景主要是在攝影棚內搭建的。而外景取景地則是紐西蘭的普卡基湖。維塔數位用數位方式打造出整個長湖鎮，他們還為長湖鎮的每座建築物做出四個數位版本，以用於呈現受到四種不同程度破壞的長湖鎮。